# Gragna
Gragna è una frazione del comune di Sillano Giuncugnano, in provincia di Lucca nell'Italia centro-settentrionale. È uno dei paesi più elevati della Garfagnana (900 m s.l.m. circa), sull'Appennino tosco-emiliano, circondato da secolari boschi di castagni.
È posto lungo quella che un tempo era la via principale da Ponteccio per Castelletto.

## Storia
Il paese è citato nell'anno 995 insieme a Magliano tra i beni della chiesa di san Martino di Careggine, allivellati dal vescovo di Lucca. Il toponimo deriva probabilmente dal personale latino Granius.
Nel XVI secolo le più consistenti famiglie residenti a Gragna erano Banchieri, Bussi e Costa.
In questa località venne eretto l'oratorio di Santa Maria Vergine del Rosario, detto anche di Sommocampo o delle Grazie. La chiesetta, in origine poco più di una cappella o “maestaina”, venne ampliata intorno alla metà del XVI secolo grazie all'interessamento di tale donna Lunarda e di tale Battista da Ponteccio. Non ci è noto a quale famiglia appartenessero Lunarda e Battista. Il nome di Lunarda è anche inciso in una pietra angolare sul lato esterno destro della chiesa, mentre le iniziali BA (Battista) sono incise accanto alla data 1543 sul lato sinistro della facciata.
Secondo quanto narra il sacerdote Giacomo Franchi (XVII secolo) di Ponteccio, per la nuova costruzione furono utilizzate le pietre intagliate della vicina rocca del monte Turrione, in stato di abbandono. La rocca in questione, probabilmente di proprietà dei signori di Dalli, potrebbe essere stata abbattuta dai Lucchesi nel 1396, in occasione della rivolta di ser Boso da Sillano, che comportò anche la distruzione di gran parte di Sillano, di diverse case di Soraggio e di altre ville della vicaria di Camporgiano. Ancor oggi sono individuabili i resti della base dell'antica rocca, sulla sommità del monte Turrione, probabilmente una torre di avvistamento. Dice la leggenda che a Sommocampo siano avvenuti diversi miracoli e apparizioni soprannaturali, tanto che la chiesa divenne anche mèta di pellegrinaggio, come testimonierà anche don Antonio Banchieri di Ponteccio (1820):
Nell'Oratorio poi di Gragna, dove tutte le prime Domeniche e feste della Madonna concorre non solo la Popolazione di Ponteccio e Gragna, ma ancora molti Forestieri, essendo una Madonna miracolosissima, v'era eretta la compagnia del SS. Rosario [...].
Dice testualmente il sacerdote Giacomo Franchi: Detta chiesa, dedicata alla Santissima Vergine, fu eretta e fabbricata primamente la capella dove si ritrova l'altare, d'elemosine che furono oferte da Pii fedeli a causa delli miracoli e prodigi apparivano in detto logo [...]. Del anno 1554 fu acresciuto detto tempio e ridotto nella forma si ritrova per elemosine rivolte da una Pia e Divota Donna Lunarda per nome chiamata et aiutando anco a quella un huomo divoto detto Batta [Battista], et anco li popoli di Grania per le condotte de le pietre piccate et intagliate per erigere le sei cantonate quadre e è volto di essa chiesa, quali lastre lavorate furono levate dalla Rocca demolita posta su la cima del monte detto Turrione, hove già habbitavano i nostri Illustrissimi Conti Granianesi del Sacro Romano Impero, dalla cui Casa pigliò il nomme la Terra di Grania et il nostro Monte Granianese; e si dice anco la Giurisditione nostra il Poder Granianese; qual monte Turrione non è molto distante a detta chiesa.
Quindi, il territorio di Ponteccio era detto anche il poder granianese, forse in memoria di antiche suddivisioni amministrative nell'ambito del feudo di Dalli o di Gragnana.
L'affermazione del Franchi, infatti, circa l'esistenza di "conti Granianesi" pare priva di fondamento, non essendo attestata l'esistenza di una famiglia comitale di Gragna. Tuttavia, un'antica leggenda, che ha suggestionato la fantasia popolare, tramanda un fatto di sangue che avrebbe visto coinvolti su fronti opposti, in località Sàntia, oggi detta anche colle dei morti, i signori di Dalli e quelli di Gragna (con l'ausilio, questi ultimi, degli uomini di Ponteccio). Potrebbe trattarsi di pura fantasia o di una faida familiare o più probabilmente di un evento riguardante i signori di Dalli e quelli di Gragnana. Della leggenda è stato portavoce Emilio Barsotti (1890-1980), proposto di Magliano dal 1937 al 1980, che ne ha fatto una bella e appassionata trascrizione in Ma sono proprio favole? (Lucca, 1966). A testimonianza dell'antica leggenda potrebbe annoverarsi anche la strada rurale che porta a Dalli di Sopra, denominata "strada della tregenda".
L'oratorio di Gragna subì ulteriori successivi rimaneggiamenti, come testimonia anche la data MDCXXXVI (1636) incisa sul bordo di una finestrella laterale.
Un ultimo ampliamento dell'edificio si è avuto agli inizi di questo secolo, mentre negli anni 1996–1997 si è operato un intervento di consolidamento e restauro. La scossa sismica del 2013 ne ha determinato la chiusura al pubblico a causa dei danni interni non strutturali.
Una curiosità è la testina di lupo scolpita in pietra che appare sullo spigolo destro della facciata e che la tradizione vuole provenga proprio dai ruderi del torrione.
All'interno, pregevole è la pala dell'altare, di autore ignoto (1661), che raffigura la Madonna del Rosario, seduta in trono con il Bambino in braccio, accostata da S. Caterina da Siena e da S. Domenico Guzman, entrambi col rosario fra le mani, circondata ai lati dalle quattordici stazioni della via Crucis.
Gragna, insieme a Ponteccio, Castelletto e Dalli, si sottomise alla signoria di Ferrara solo il 15 giugno 1451. Perciò a questi paesi di tardiva acquisizione i duchi Borso ed Ercole d'Este avevano concesso statuto e amplissimi privilegi. Questi "privilegi" sono contenuti in due decreti concessi nel 1451 e nel 1471 e rinnovati e ampliati in seguito più volte. Essi contengono particolari esenzioni da dazi e gabelle, oltre che libertà di movimento per lo Stato, autorizzazione al porto d'armi eccetera.
Le comunità di Ponteccio, Castelletto e Gragna si unirono fra loro in un unico Comune, autonomo rispetto a Magliano.